# Marco Benfatto
Pour les articles homonymes, voir Benfatto.
Marco Benfatto, né le 6 janvier 1988 à Camposampiero (Vénétie), est un coureur cycliste italien.

## Biographie

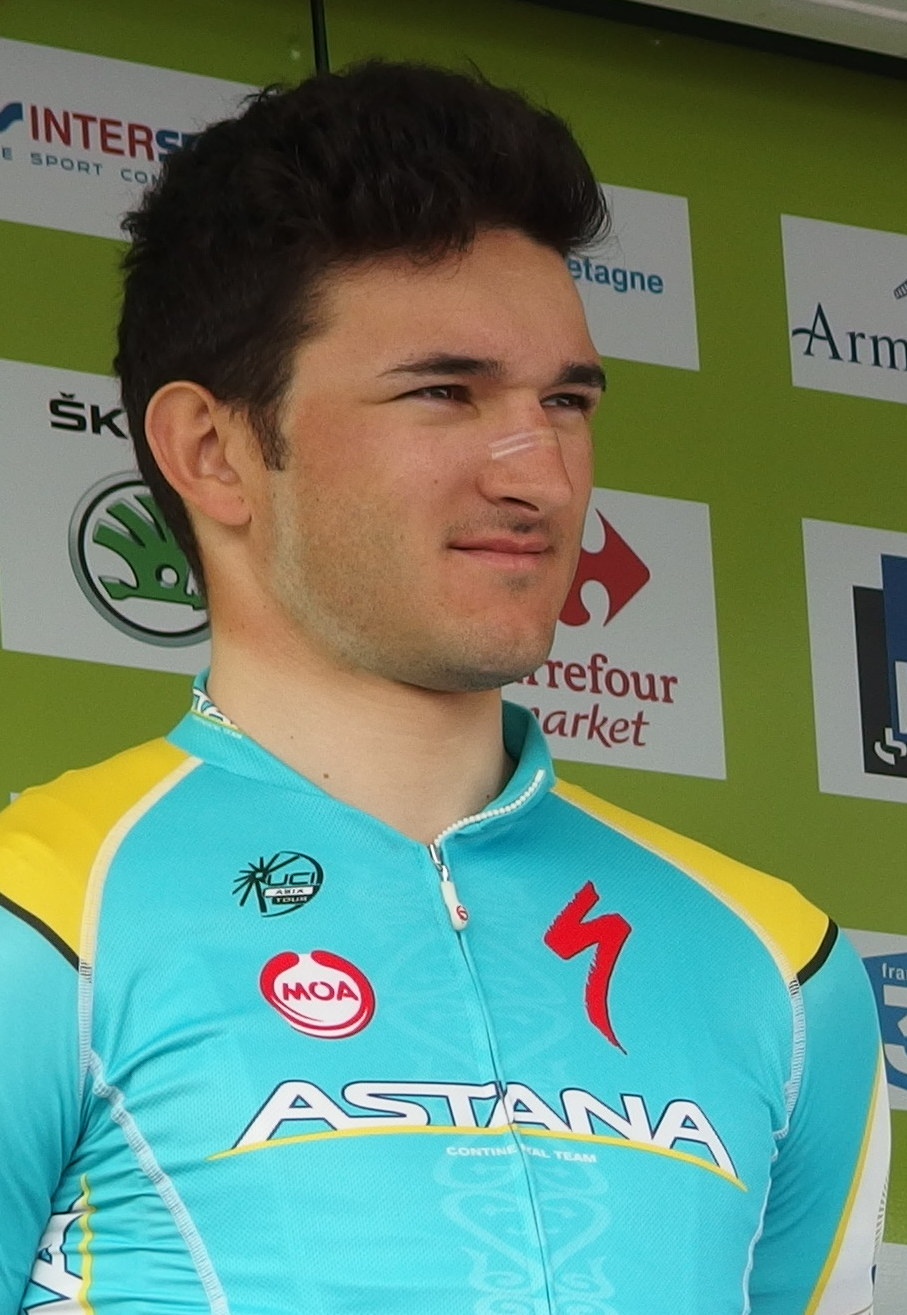
Marco Benfatto lors du Tour de Bretagne 2014.

## Palmarès sur route
- 2005
  - 2e du Trofeo Dorigo Porte
- 2006
  - 4e étape du Tour de Toscane juniors
- 2007
  - 2e de la Coppa Città di Bozzolo
  - 3e du Trofeo Comune di Acquanegra sul Chiese
- 2008
  - Coppa 1° Maggio
  - Gran Premio Site
  - Medaglia d'Oro Città di Villanova
  - Gran Premio Bianco di Custoza
  - Coppa San Vito
  - 2e de la Coppa Città di Bozzolo
  - 3e du Trophée Visentini
  - 3e du Gran Premio Ciclistico Arcade
  - 3e de l'Astico-Brenta
  - 3e du Trofeo Comune di Acquanegra sul Chiese
- 2009
  - Mémorial Carlo Valentini
  - Mémorial Benfenati
  - 2e de la Coppa Caduti di Reda
  - 2e du Circuito del Termen
  - 3e de l'Alta Padovana Tour
- 2010
  - Medaglia d'Oro GS Villorba
  - Circuito delle Mura
  - Gran Premio Cementizillo
  - Mémorial Vincenzo Mantovani
  - 2e du Circuito di Sant'Urbano
  - 2e du Mémorial Benfenati
  - 3e du Gran Premio Ciclistico Arcade
  - 3e de la Coppa Città di Bozzolo
- 2011
  - Trophée Visentini
  - Gran Premio Ciclistico Arcade
  - Medaglia d'Oro Città di Villanova
  - Gran Premio Sannazzaro
  - Circuito Molinese
  - 2e du Circuito del Termen
  - 2e du Mémorial Carlo Valentini
  - 2e du Mémorial Vincenzo Mantovani
  - 2e du Gran Premio Fiera del Riso
- 2012
  - Mémorial Lorenzo Mola
  - La Popolarissima
  - Trophée Giacomo Larghi
  - 1re étape du Tour du Frioul-Vénétie julienne
  - 2ea étape du Girobio
  - Coppa San Biagio
  - 2e du Trophée Antonietto Rancilio
  - 2e de Parme-La Spezia
  - 2e de la Coppa Città di Bozzolo
  - 3e du Trophée Raffaele Marcoli
  - 3e du Gran Premio d'Autunno
- 2013
  - 2e du Riga Grand Prix
  - 3e du Poreč Trophy
- 2014
  - 5e étape du Tour de Normandie
  - 2e et 4e étapes du Tour du lac Qinghai
- 2016
  - 2e et 3e étapes du Tour de Bihor
  - 1re, 2e et 6e étapes du Tour de Chine I
  - Tour de Chine II
    - classement général
    - 1re, 4e et 5e étapes
- 2017
  - 5e étape du Tour de Chine I
  - 3e et 4e étapes du Tour de Chine II
- 2018
  - 4e étape du Tour du Venezuela
  - 3e et 5e étapes du Tour de Chine I
  - 7e étape du Tour de Hainan
- 2019
  - 1re étape du Tour du Táchira
  - 1re et 5e étapes du Tour de Chine I
  - 1re et 2e étapes du Tour de Chine II
  - 1re et 6e étapes du Tour du lac Taihu

## Classements mondiaux
| Année            | 2008   | 2009 | 2010 | 2011 | 2012 | 2013 | 2014 | 2015 | 2016   | 2017 |
| ---------------- | ------ | ---- | ---- | ---- | ---- | ---- | ---- | ---- | ------ | ---- |
| UCI America Tour |        |      |      |      | 216e |      | 427e | 377e |        |      |
| UCI Asia Tour    |        |      |      |      |      | 90e  | 38e  |      | 23e    | 173e |
| UCI Europe Tour  | 1 139e |      |      |      | 506e | 87e  | 647e |      | 1 025e | 935e |

## Palmarès sur piste

### Championnats nationaux
- 2005
  - 3e du championnat d'Italie de poursuite par équipes juniors
  - 3e du championnat d'Italie de vitesse par équipes juniors
- 2006
  -  Champion d'Italie de vitesse par équipes juniors (avec Tomas Alberio et Elia Viviani)
  -  Champion d'Italie du scratch juniors
  - 2e du championnat d'Italie de poursuite par équipes juniors